# گری لوئیس (بازیگر)
گری لوئیس (انگلیسی: Gary Lewis؛ زادهٔ ۳۰ نوامبر ۱۹۵۸) یک هنرپیشه اهل اسکاتلند است. وی از سال ۱۹۹۴ میلادی تاکنون مشغول فعالیت بوده‌است.
از فیلم‌ها یا برنامه‌های تلویزیونی که وی در آن نقش داشته‌است می‌توان به دار و دسته‌های نیویورکی، اراگون، بیلی الیوت، شرق شرق است، عیالوار، باروت، خیانت و دسیسه، پایان ناخوشایند، پسر من و ناپدید شدن اشاره کرد.